# NGC 5783
NGC 5783 ist eine 12,9 mag helle Balkenspiralgalaxie vom Hubble-Typ SBc im Sternbild Bärenhüter und etwa 111 Millionen Lichtjahre von der Milchstraße entfernt. Sie bildet zusammen mit der etwa fünfmal weiter entfernten Galaxie NGC 5788 eine optische Doppelgalaxie. 
Das Objekt wurde im Jahr 1887 von Lewis A. Swift entdeckt.
Der zweite Eintrag im Katalog unter der Nummer NGC 5785 basiert auf Swifts Beobachtung vom 21. April desselben Jahres und ist darauf zurückzuführen, dass Swift seine Beobachtungen auf verschiedene Briefe an Dreyer verteilte; zudem ist für NGC 5783 die Positionsangabe genauer, für NGC 5785 passt die Beschreibung besser. 